# André Caillé
Pour les articles homonymes, voir Caillé (homonymie).
André Caillé est un président-directeur général (PDG) québécois né le 11 septembre 1943. Il est particulièrement connu pour ses interventions publiques durant la crise du verglas qui a frappé plusieurs régions du Québec en 1998, alors qu'il exerce les fonctions de PDG chez Hydro-Québec.

## Biographie
En 1965, il obtient un baccalauréat en chimie spécialisée de l'Université de Montréal, suivi d'une maîtrise en physicochimie en 1966 et d'un doctorat dans le même domaine en 1968.
De 1968 à 1974, il est professeur et coordonnateur à l'Institut national de recherche scientifique du Québec, qui vient justement de se fonder. Il occupe les postes de directeur des Services de protection de l'environnement et de sous-ministre de l'Environnement du Québec.
Il a rempli la fonction de sous-ministre de l'environnement au Québec dans le Gouvernement René Lévesque sous la tutelle de Marcel Léger, jusqu'en 1982.
En 1982, il entre chez Gaz Métropolitain. Il occupe différents postes administratifs jusqu'en 1987, où il est nommé président et chef de la direction, fonctions qu'il conservera jusqu'en 1996.
De 1996 à 2004, il est PDG d'Hydro-Québec. Il est à l'avant-plan de l'actualité alors qu'il intervient quotidiennement pour faire le point sur la situation qui touche les régions du Québec frappées par le verglas massif de 1998. Plusieurs milliers de citoyens seront privés d'électricité pendant des semaines, particulièrement en Montérégie.
De 2005 à 2007, il a été président du conseil d'administration d'Hydro-Québec et du Conseil mondial de l'énergie. Il a également été chancelier de l'Université de Montréal dès septembre 2003.
En 2000, l'Institut national de la recherche scientifique lui décerne un doctorat honoris causa pour souligner sa collaboration à l'essor de la société québécoise et sa contribution de bâtisseur, de gestionnaire et de leader dans les milieux de l'environnement et de l'énergie. La même année, l'Institut de recherches cliniques de Montréal lui décerne la Médaille du mérite pour souligner son appui aux milieux de la recherche scientifique, de la santé et de l'enseignement.
En 2001, l'Institut d'administration publique de Québec lui attribue le Prix Pierre-De Celles pour souligner l'excellence de sa gestion et son influence dans le domaine de l'administration publique au Québec.
En 2002, l'Académie des Grands Montréalais l'accueille pour souligner son apport au prestige et au rayonnement de la métropole, au pays et à l'étranger. La même année, l'Université de Montréal lui décerne un doctorat honoris causa pour souligner sa carrière dans les domaines de l'énergie et de l'environnement, tant dans le secteur public que dans le secteur privé.
En janvier 2007, André Caillé annonce sa candidature pour le parti conservateur du Canada dans la circonscription de Saint-Jean lors des élections générales de 2008 mais ne se présentera pas. Or, le 29 septembre 2007, il se dit plutôt tenté par l'Action démocratique du Québec, un parti provincial établi au Québec, dirigé et fondé par Mario Dumont.
En avril 2008 il est nommé conseiller stratégie sénior de Junex et siège au conseil d'administration de la compagnie. En avril 2009, il est nommé président-fondateur de l'Association pétrolière et gazière du Québec (APQG) ; Lucien Bouchard le remplace au poste en janvier 2011.

## Distinctions
- 2006 -  Membre de l'Ordre du Canada[6]
- 2008 -  Officier de l'Ordre national du Québec[7]